# Pogonomyrmex theresiae
Pogonomyrmex theresiae är en myrart som beskrevs av Auguste-Henri Forel 1899. Pogonomyrmex theresiae ingår i släktet Pogonomyrmex och familjen myror. Inga underarter finns listade i Catalogue of Life.